# Voo UPS Airlines 6
UPS Airlines Voo 6 foi um voo de carga operado pela UPS Airlines. Em 3 de setembro de 2010, o Boeing 747-400F que fazia a rota entre Dubai, Emirados Árabes Unidos, e Colônia, na Alemanha, desenvolveu um incêndio em voo, que causou a queda da aeronave, matando os dois tripulantes, as únicas pessoas a bordo. Foi o primeiro acidente aéreo fatal da UPS Airlines. O acidente levou a uma reavaliação dos procedimentos de segurança que protegem os aviões da fumaça da cabine de comando.

## Voo
O vôo 6 partiu do Aeroporto Internacional de Dubai às 14:53 UTC de 3 de setembro de 2010, com destino ao Aeroporto de Colônia-Bonn. Nos controles estavam o capitão Douglas Lampe, 48, de Louisville, Kentucky, e o primeiro oficial Matthew Bell, 38, de Sanford, Flórida.
Às 15h15, a mensagem EICAS FIRE MAIN DK FWD apareceu no display superior do EICAS, e a tripulação relatou o incêndio na cabine quando a aeronave estava em torno de 120 nmi (138 mi; 222 km) milhas náuticas) a oeste-noroeste de Dubai. Uma emergência foi declarada pouco depois. Os pilotos estavam sob o controle do controle de tráfego aéreo (ATC) do Bahrain e não puderam entrar em contato inicialmente com o ATC de Dubai devido à fumaça espessa na cabine de comando obscurecendo o painel de rádio. Embora lhes fosse oferecido um desvio de 100 nmi (115 mi; 185 km) para Doha, Qatar, o capitão Lampe tomou a decisão de retornar a Dubai. A fumaça espessa exigia que os pilotos se comunicassem com aviões próximos por VHF para retransmitir mensagens para o ATC do Bahrein, pois Bell não conseguia ver o rádio através da fumaça. A aeronave envolvida na transmissão de mensagens do UPS 6 incluía três Boeing 737-800 operados pela flydubai, e o próprio 747-400 da Ala Aérea Real de Dubai, chamado Dubai One.
Lampe optou por desligar o piloto automático e pilotar o avião manualmente. Ao fazer isso, ele descobriu que não tinha controle do elevador. O fogo queimou o revestimento protetor resistente ao fogo que cobria o porão de carga e destruiu o sistema primário de controle de voo, paralisando o 747. Às 15h20, a máscara de oxigênio de Lampe falhou e ele renunciou ao comando do avião para o primeiro oficial Bell. Lampe deixou seu assento para pegar a máscara de oxigênio do sistema de oxigênio de reserva de emergência (EROS), que estava guardada atrás de seu assento, mas foi incapacitado pela fumaça acre e perdeu a consciência, caindo no chão da cabine. Acredita-se que o incêndio também tenha cortado o suprimento de oxigênio para a máscara EROS, deixando Lampe sem oxigênio para retornar ao assento do piloto e pilotar o avião. Bell foi instruído a pousar na pista 12L do aeroporto.
A aeronave estava muito alta na aproximação e o trem não se estendeu. A aeronave passou sobre o aeroporto antes de fazer uma curva fechada. Bell tentou virar para o Aeroporto Internacional de Sharjah, mas sem saber virou na direção errada. O contato do radar foi perdido pouco depois às 15:42 UTC. A aeronave finalmente atingiu o solo em um ângulo raso e em alta velocidade em uma área despovoada entre a Emirates Road e a Al Ain Highway, quase perdendo o Dubai Silicon Oasis. A asa direita atingiu o solo primeiro e o 747 em chamas derrapou alguns metros e explodiu em uma bola de fogo, matando Bell instantaneamente. Além do ATC, muitos relatórios iniciais vieram de pilotos que trabalhavam para a Emirates, que moravam na comunidade.

## Aeronave
A aeronave envolvida no acidente foi um Boeing 747-400F com registro N571UP, entregue à UPS Airlines em 2007. Ele voou por mais de 10.000 horas, e teve uma grande inspeção realizada em junho de 2010. A aeronave foi alimentada por quatro motores turbofan General Electric CF6-80C2B5FG01 Antes do acidente, estava entre os mais novos (nº 1.393 de 1.418; o 26º do último) Boeing 747-400s construídos antes da introdução do sucessor 747-8.

## Consequências
Em outubro de 2010, a Administração Federal de Aviação dos EUA (FAA) emitiu um alerta de segurança para os operadores destacando o fato de que a carga a bordo do voo 6 continha uma grande quantidade de baterias do tipo lítio. A FAA emitiu uma restrição ao transporte de baterias de lítio a granel em voos de passageiros. A Boeing anunciou que as listas de verificação de incêndio do 747-400F deveriam ser modificadas para instruir os pilotos que pelo menos um dos três sistemas de ar condicionado deve ser deixado em operação para evitar o acúmulo excessivo de fumaça na cabine de comando.
O acidente reacendeu as preocupações sobre os efeitos da fumaça na cabine de pilotagem, levantando a questão de saber se os capuzes de fumaça ou unidades de visão infláveis devem ser introduzidas na aviação comercial. Na época do acidente, o Conselho Nacional de Segurança em Transportes dos EUA (NTSB) havia solicitado à FAA que ordenasse a instalação de sistemas automáticos de extintores de incêndio nos porões de aeronaves de carga. A UPS Airlines seguiu os regulamentos da FAA, que afirmavam que os pilotos deveriam despressurizar a cabine principal e subir a uma altitude de pelo menos 20,000 ft (6,100 m) na detecção de um incêndio de modo a privar as chamas de oxigênio.

## Investigação
A Autoridade Geral de Aviação Civil dos Emirados Árabes Unidos (GCAA) abriu uma investigação sobre o acidente, auxiliada pelo NTSB. O governo do Bahrein decidiu conduzir sua própria investigação sobre o acidente. O gravador de dados de voo e o gravador de voz da cabine foram recuperados e enviados aos Estados Unidos para análise pelo NTSB.
A GCAA divulgou seu relatório final de investigação em julho de 2013. O relatório indicou que o incêndio foi causado pela autoignição do conteúdo de um palete de carga, que continha mais de 81.000 baterias de lítio e outros materiais combustíveis. O desligamento do pacote de ar condicionado 1 por motivos desconhecidos fez com que a fumaça entrasse no cabine de comando.
A investigação também revelou que o forro de carga falhou quando o fogo começou, e isso contribuiu para a gravidade dos danos.

## Dramatização
O acidente foi apresentado na 15ª temporada do Mayday (ou Air Crash Investigation) em 11 de janeiro de 2016. O episódio foi ao ar no National Geographic Channel no Reino Unido e no resto do mundo e é intitulado "Fatal Delivery" ("Entrega Fatal" no Brasil).